# Conjunto arqueológico - natural de Santomé
El Conjunto arqueológico natural de Santomé es un yacimiento arqueológico musealizado situado en el municipio de Orense (en gallego Ourense), a escasamente 3 km de la ciudad del mismo nombre. En la misma área arqueológica pueden visitarse restos de época castrexa y romana en una zona de alto valor natural.

## Localización
El yacimiento se sitúa junto a la ciudad de Orense (en gallego Ourense), administrativamente provincia de Orense, parte de la comunidad autónoma de Galicia. Es posible acceder al conjunto arqueológico - natural por dos vías: a pie, a través de una ruta de senderismo que discurre por un camino empedrado posiblemente de origen medieval; o bien en coche, para lo cual existe señalización desde las vías principales que indican la ruta a seguir.

## Historiografía
El yacimiento es descubierto en 1969, cuando D. Manuel Blanco Guerra, un concejal del ayuntamiento, realiza unas catas exploratorias -de modo aficionado- entre este año y el de 1974, que permiten poner de relieve la importancia arqueológica del lugar. A partir de 1983, el Museo Arqueológico Provincial de Ourense, inicia la excavación científica y sistemática del lugar, lo que permite descubrir la complejidad cronológico - cultural del yacimiento.

## Restos arqueológicos

### Poblado castrexo
El asentamiento castrexo se ubica en un espolón montañoso, con una posición dominante sobre su contorno, y una topografía que lo hace inexpugnable. Existe un fuerte acantilado sobre el río Loña que le sirve de defensa natural por el S. SW. En las zonas más accesibles se construyó una línea de muralla con torreón y foso. El poblado aprovecha para la instalación de las viviendas tanto las terrazas naturales como otras construidas artificialmente. Los aterrazamientos darían al poblado un aspecto escalonado aunque conexionado por la existencia de calles. Se trata, pues, de un yacimiento típico de la última etapa de la cultura castreña, cuyo comienzo cabe situar a mediados del siglo I a. C. prolongándose hasta mediados del II d. C.

### Asentamiento altoimperial romano
Coetánea a la ocupación del castro se documenta una ocupación en el área N-NE de la falda del castro con restos de estructuras muy arrasadas por las construcciones posteriores de época tardorromana, pero con un expolio de materiales muy representativo del mundo romano.

### Asentamiento tardorromano
Un siglo después de ser abandonado sobre los restos romanos anteriores se edifica un nuevo asentamiento, del que se han exhumado dos unidades habitaciones. Con algunas variantes, reproducen el mismo esquema, organizándose en torno a un patio central, a modo de atrium. Es singular la presencia en una de ellas de unas escaleras que conducirían a un piso en altura, elemento poco frecuente en inmuebles de hábitat rural romano.

## Naturaleza
En el yacimiento se han integrado y potenciado los valores naturales y paisajísticos de la zona. Puede definirse como un robledal mediterráneo, co presencia del alcornoque y la encina. Destaca la presencia del quejido, poco frecuente en Galicia, además de bellos ejemplares de pinos mansos. Arbusto leñoso es el madroño (en gallego érbedo) que produce un vistoso fruto comestible y que da nombre por su abundancia al terreno del yacimiento.
Pegado al yacimiento baja el río Loña encajado entre las rocas en las que da lugar a formaciones conocidas como marmitas de gigante.